# Camilo Reijers de Oliveira
Camilo Reijers de Oliveira (* 23. Februar 1999 in Mogi Mirim) ist ein brasilianisch-niederländischer Fußballspieler.

## Karriere
Camilo begann seine Karriere bei der AA Ponte Preta. Zur Saison 2019 rückte er in den Profikader des Zweitligisten. Im Mai 2019 gab er sein Debüt in der Série B. Bis Saisonende kam er zu 30 Zweitligaeinsätzen für Ponte Preta, in denen er zweimal traf. Im Januar 2020 wechselte er nach Frankreich zum Erstligisten Olympique Lyon, wo er allerdings fortan nur für die Reserve in der vierthöchsten Spielklasse zum Einsatz kam.
Im März 2021 wurde Camilo zurück nach Brasilien verliehen, wo er sich dem Erstligisten Cuiabá EC anschloss. Im Mai 2021 gab er sein Debüt in der Série A. In der Saison 2021 kam er für den Klub insgesamt zu 31 Einsätzen im Oberhaus. Des Weiteren trat in dem Jahr in der Staatsmeisterschaft von Mato Grosso (elf Spiele) und dem Copa do Brasil 2021 (ein Spiel) an. In der Saison 2022 kam er zu 24 Einsätzen in der Série A für Cuiabá. Hinzu kamen zwei Spiele im Copa do Brasil 2022 und neun in der Staatsmeisterschaft. Im Januar 2023 wurde er nach Belgien an den Zweitligisten RWD Molenbeek weiterverliehen. Für Molenbeek absolvierte er bis zum Ende der Saison 2022/23 neun Partien in der Division 1B, mit RWD stieg er zu Saisonende in die Division 1A auf.
Zur Saison 2023/24 kehrte Camilo nicht nach Lyon zurück, sondern wechselte im August 2023 fest nach Russland zu Achmat Grosny.

## Erfolge
Cuiabá
- Staatsmeisterschaft von Mato Grosso: 2021, 2022

Molenbeek
- Division 1B: 2022/23